# Vigh Andrea
Vigh Andrea (Budapest, 1962. december 23. –) Liszt Ferenc-díjas magyar hárfaművész, érdemes művész. A Zeneakadémia egyetemi tanára, tanszékvezetője. 2013 őszétől rektora. 2015-ben a Forbes őt választotta a 3. legbefolyásosabb magyar nőnek a kultúrában.

## Életpályája
Vigh Andreának már fiatalon a hárfa hangszer került érdeklődése középpontjába. Ebben az időben a hárfa alapfokú oktatása még egy zeneiskolában sem létezett, ezért tízéves korától zongorázni tanult. Hárfa tanulmányait 1977-ben kezdte a Bartók Béla Zeneművészeti Szakközépiskolában, ahol első tanára Rohmann Henrik volt, majd később Mercz Nóra. 1981-ben sikerrel felvételizett a Zeneakadémiára, ahol hangszeres tanára Lubik Hedvig és kamarazene-tanára Láng István volt. Diplomáját 1986-ban szerezte meg hárfaművész-tanári és zeneelmélet-tanári szakon jeles minősítéssel.
2001-ben habilitált, 2009-ben pedig megszerezte a „Doctor of Liberal Arts” (DLA) tudományos fokozatot summa cum laude minősítéssel; doktori értekezésének címe „Sokoldalú hangszerünk, a hárfa”.
1986–1996 között a Bartók Béla Zeneművészeti Szakközépiskolában tanított. 1996-tól a Liszt Ferenc Zeneművészeti Egyetem oktatója, 2007–2011 között tanszékvezető, 2011-től tanszéki csoportvezető, 2010–2013 között oktatási rektorhelyettes, 2013. november 1-től rektor.
1993–1996 között a Budapesti Fesztiválzenekar hangversenyeinek állandó közreműködője. Fellépője volt a Salzburgi Ünnepi Játékoknak, a Solti György európai koncert körútján, a Bartók-évforduló hangversenyein (Párizs, New York). 1993 óta évente van szólóestje a Zeneakadémián. Koncertezett még a Magyarország 2004-es EU-csatlakozása alkalmából a Zeneakadémián rendezett fesztivál záró hangversenyén, 2005-ben a Művészetek Palotájában és a Zeneakadémia Nagytermében. Tagja az arles-i, belgrádi, gödöllői, szegedi és walesi, nemzetközi hárfaversenyek zsűrijének. 1999-ben alapítója az azóta évente megrendezésre kerülő Gödöllői Nemzetközi Hárfafesztiválnak, melynek művészeti vezetője, illetve zsűrijének tagja.
Tévéfelvételek és egy portréfilm is készült róla. 2006-ban „A hárfa sokszínűsége” címmel a Duna Televízió sugárzott műsort a hárfa történetéről Vigh Andreával. (Közreműködött Tokody Ilona, Szabadi Vilmos és Batta András.)

## Lemezek
Tíz szólólemeze jelent meg, többségük a német Capriccio kiadónál, de játéka több válogatáslemezen is hallható.
| Album címe | Kiadó/Katalógus sz. | Kategória                                       |
| --- | ------------------- | ----------------------------------------------- |
| ABRECHTSBERGER, J.G.: Harp Concerto in C Major / Partita in F Major / WAGENSEIL, G.C.: Harp Concerto in G Major (Vigh, Budapest Strings, Botvay) | Capriccio C10586    | Concertos, Orchestral                           |
| CHRISTMAS MEDITATION | Capriccio C7073     | Concertos, Instrumental                         |
| CLASSIC MASTERWORKS – Maurice Ravel | Capriccio C49038    | Chamber Music                                   |
| CLASSIC MOODS – BACH, J.S. / VIVALDI, A. / BUFFARDIN, P.-G. / DOWLAND, J. / ALBINONI, T.G. / HANDEL, G.F. / PURCELL, H. / PESCETTI, G.B.         | Capriccio C18409    | Concertos, Instrumental                         |
| CLASSIC MOODS – GRIEG, E. / SCHUMANN, R. / FAURE, G. / TCHAIKOVKSY, P.I. / PUCCINI, G. / DEBUSSY, C. / BRAHMS, J. / MUSSORGSKY, M.P.             | Capriccio C18420    | Chamber Music, Instrumental, Chamber Music      |
| CLASSIC MOODS – HANDEL, G.F. / BACH, J.S. / MOZART, W.A. / BOCCHERINI, L. / TELEMANN, G.P. / BESARD, J.-.B. / FASCH, J.F.                        | Capriccio C18419    | Concertos, Chamber Music, Instrumental          |
| DITTERSDORF, C.D. von: Harp Concerto in A Major / La Prise de la Bastille / Die 4 Weltalter (Concerto Koln, Cappella Coloniensis)                | Capriccio C71121    | Concertos                                       |
| FAMOUS AUSTRIAN COMPOSERS – STRAUSS / MOZART, W.A. / SCHUBERT, F. / BEETHOVEN, L. van / HAYDN, F.J. / HAYDN, M. / ALBRECHTSBERGER, J.G.          | Capriccio C49370    | Concertos                                       |
| Harp Recital: Vigh, Andrea – BACH, J.S. / HANDEL, G.F. / PESCETTI, G.B. / GLINKA, M.I. / DURAND, A. / DEBUSSY, C. / FAURE, G.                    | Capriccio C10474    | Instrumental                                    |
| Harp Recital: Vigh, Andrea – HANDEL, G.F. / DITTERSDORF, C.D. von / DEBUSSY, C. / RAVEL, M.                                                      | Capriccio C10485    | Orchestral, Concertos, Chamber Music, Concertos |
| MIDNIGHT LOUNGE – Chill Out Classics and Meditation                                                                                              | Capriccio C49326    | Orchestral                                      |
| MOZART ERA (Meister der Mozart-Zeit) – KRAUS, J.M. / NAUMANN, J.G. / SALIERI, A. / ROSETTI, A. / DITTERSDORF, C.D. von / GLUCK, C.W.             | Capriccio C67100-02 | Concertos                                       |
| CHRISTMAS MEDITATION | Capriccio C7073     | Instrumental                                    |
| CLASSICAL CHILL 1 – The Ultimate Collection | Naxos 8.570171-72   | Instrumental                                    |
| Harp Recital: Vigh, Andrea – BACH, J.S. / HANDEL, G.F. / PESCETTI, G.B. / GLINKA, M.I. / DURAND, A. / DEBUSSY, C. / FAURE, G.                    | Capriccio C10474    | Instrumental                                    |
| MUSIC FOR SOLO HARP | Naxos 8.555791      | Instrumental                                    |

## Kitüntetések
- 2000 – Liszt Ferenc-díj
- 2016 – Prima díj
- 2020 – Érdemes művész